# 新社庄 (花蓮港廳)

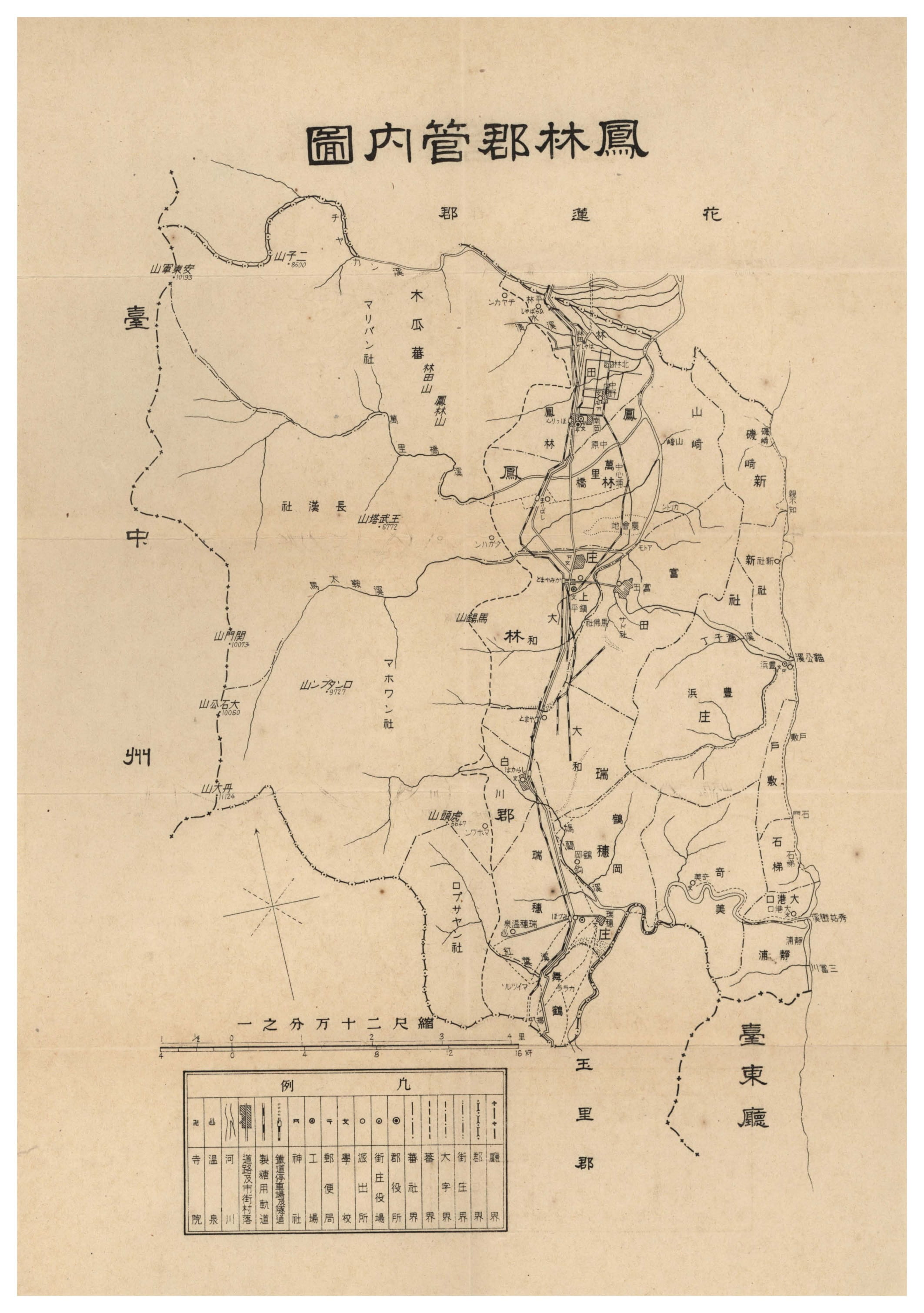
鳳林郡管內圖，可見新社庄

新社庄為臺灣日治時期1937年至1945年間存在之行政區，轄屬花蓮港廳鳳林郡。今花蓮縣豐濱鄉。

## 行政區劃
新社庄原屬奉鄉大港口區的庄和社，1914年5月23日，花蓮港廳和臺東廳實施街庄整併，葵扇埔社、納納社併成「納納社」，大港口庄、北頭溪社併成「大港口庄」。後因考量區長役場所在的大港口庄位處大港口區偏南，而貓公社位於區的中央，是通往太巴塱地區的要道，且當地設有公學校及姑律警察官吏派出所，故在於1915年7月10日將區長役場遷至貓公社，並改為貓公區。此時貓公區下轄加路蘭庄、新社、貓公社、姑律庄、石梯庄、大港口庄、納納社。原屬花蓮港區的水璉尾庄在後來劃入貓公區。
1920年9月1日，原堡里之行政區廢除，街庄改為大字；貓公區改制為「新社區」，轄區內分為水璉尾、加路蘭、新社、貓公、姑律、石梯、大港口、納納八個大字。1937年10月1日，花蓮港廳實施街庄制，新社區改制為「新社庄」，轄下水璉尾併入壽庄，轄域內分為磯崎、新社、豐濱、戶敷、石梯、大港口、靜浦七個大字。
| 1909年   | 1909年   | 1915年   | 1915年   | 1920年 | 1920年 | 1937年 | 1937年 | 2020年 | 2020年             |
| -------- | -------- | -------- | -------- | ------ | ------ | ------ | ------ | ------ | ------------------ |
| 花蓮港區 | 水璉尾庄 | 花蓮港區 | 水璉尾庄 | 新社區 | 水璉尾 | 壽庄   | 水璉   | 壽豐鄉 | 水璉村、鹽寮村     |
| 大港口區 | 加路蘭庄 | 貓公區   | 加路蘭庄 | 新社區 | 加路蘭 | 新社庄 | 磯崎   | 豐濱鄉 | 磯崎村、部分水璉村 |
| 大港口區 | 新社     | 貓公區   | 新社     | 新社區 | 新社   | 新社庄 | 新社   | 豐濱鄉 | 新社村             |
| 大港口區 | 貓公社   | 貓公區   | 貓公社   | 新社區 | 貓公   | 新社庄 | 豐濱   | 豐濱鄉 | 豐濱村             |
| 大港口區 | 姑律庄   | 貓公區   | 姑律庄   | 新社區 | 姑律   | 新社庄 | 戶敷   | 豐濱鄉 | 豐濱村             |
| 大港口區 | 石梯庄   | 貓公區   | 石梯庄   | 新社區 | 石梯   | 新社庄 | 石梯   | 豐濱鄉 | 港口村             |
| 大港口區 | 大港口庄 | 貓公區   | 大港口庄 | 新社區 | 大港口 | 新社庄 | 大港口 | 豐濱鄉 | 港口村             |
| 大港口區 | 北頭溪社 | 貓公區   | 大港口庄 | 新社區 | 大港口 | 新社庄 | 大港口 | 豐濱鄉 | 港口村             |
| 大港口區 | 納納社   | 貓公區   | 納納社   | 新社區 | 納納   | 新社庄 | 靜浦   | 豐濱鄉 | 靜浦村             |
| 大港口區 | 葵扇埔社 | 貓公區   | 納納社   | 新社區 | 納納   | 新社庄 | 靜浦   | 豐濱鄉 | 靜浦村             |

## 人口
新社庄的人口數為花蓮港廳的街庄中最少者，而現今豐濱鄉的人口數仍為花蓮縣的鄉鎮中最少者。
| 大字   | 內地人 | 臺灣人 | 朝鮮人 | 中華民國人 | 合計  |
| ------ | ------ | ------ | ------ | ---------- | ----- |
| 磯崎   | 0      | 267    | 0      | 0          | 267   |
| 新社   | 7      | 439    | 0      | 2          | 448   |
| 豐濱   | 17     | 1,063  | 0      | 1          | 1,081 |
| 戶敷   | 0      | 103    | 0      | 0          | 103   |
| 石梯   | 0      | 50     | 0      | 0          | 50    |
| 大港口 | 16     | 649    | 0      | 0          | 665   |
| 靜浦   | 0      | 537    | 0      | 0          | 537   |
| 合計   | 40     | 3,108  | 0      | 3          | 3,151 |

## 設施
- 新社庄役場（位於豐濱）
- 豐濱公學校→豐濱國民學校（今 豐濱國小）
- 大港口公學校→大港口國民學校（今 港口國小）